# Sainte-Néomaye
Sainte-Néomaye és un municipi francès situat al departament de Deux-Sèvres i a la regió de la Nova Aquitània. L'any 2007 tenia 1.207 habitants.

## Demografia

### Població
El 2007 la població de fet de Sainte-Néomaye era de 1.207 persones. Hi havia 430 famílies de les quals 67 eren unipersonals (45 homes vivint sols i 22 dones vivint soles), 139 parelles sense fills, 202 parelles amb fills i 22 famílies monoparentals amb fills.
La població ha evolucionat segons el següent gràfic:
Habitants censats

### Habitatges
El 2007 hi havia 471 habitatges, 436 eren l'habitatge principal de la família, 19 eren segones residències i 16 estaven desocupats. Tots els 468 habitatges eren cases. Dels 436 habitatges principals, 363 estaven ocupats pels seus propietaris, 71 estaven llogats i ocupats pels llogaters i 2 estaven cedits a títol gratuït; 1 tenia una cambra, 7 en tenien dues, 35 en tenien tres, 119 en tenien quatre i 274 en tenien cinc o més. 346 habitatges disposaven pel capbaix d'una plaça de pàrquing. A 123 habitatges hi havia un automòbil i a 297 n'hi havia dos o més.

### Piràmide de població
La piràmide de població per edats i sexe el 2009 era:
| Homes | Edats   | Dones |
| ----- | ------- | ----- |
| 0     | 95 o +  | 4     |
| 0     | 90 a 94 | 0     |
| 4     | 85 a 89 | 0     |
| 4     | 80 a 84 | 8     |
| 8     | 75 a 79 | 16    |
| 0     | 70 a 74 | 12    |
| 8     | 65 a 69 | 0     |
| 16    | 60 a 64 | 12    |
| 36    | 55 a 59 | 24    |
| 16    | 50 a 54 | 40    |
| 24    | 45 a 49 | 36    |
| 32    | 40 a 44 | 16    |
| 36    | 35 a 39 | 40    |
| 40    | 30 a 34 | 44    |
| 44    | 25 a 29 | 44    |
| 4     | 20 a 24 | 8     |
| 32    | 15 a 19 | 24    |
| 24    | 10 a 14 | 40    |
| 32    | 5 a 9   | 24    |
| 48    | 0 a 4   | 28    |

## Economia
El 2007 la població en edat de treballar era de 811 persones, 652 eren actives i 159 eren inactives. De les 652 persones actives 614 estaven ocupades (326 homes i 288 dones) i 38 estaven aturades (20 homes i 18 dones). De les 159 persones inactives 49 estaven jubilades, 61 estaven estudiant i 49 estaven classificades com a «altres inactius».

### Ingressos
El 2009 a Sainte-Néomaye hi havia 470 unitats fiscals que integraven 1.331,5 persones, la mediana anual d'ingressos fiscals per persona era de 18.654 €.

### Activitats econòmiques
Dels 29 establiments que hi havia el 2007, 1 era d'una empresa extractiva, 1 d'una empresa alimentària, 1 d'una empresa de fabricació d'altres productes industrials, 9 d'empreses de construcció, 4 d'empreses de comerç i reparació d'automòbils, 2 d'empreses d'hostatgeria i restauració, 7 d'empreses de serveis, 1 d'una entitat de l'administració pública i 3 d'empreses classificades com a «altres activitats de serveis».
Dels 10 establiments de servei als particulars que hi havia el 2009, 3 eren paletes, 1 guixaire pintor, 3 fusteries, 1 lampisteria, 1 perruqueria i 1 restaurant.
L'únic establiment comercial que hi havia el 2009 era una fleca.
L'any 2000 a Sainte-Néomaye hi havia 11 explotacions agrícoles que ocupaven un total de 296 hectàrees.

## Equipaments sanitaris i escolars
El 2009 hi havia una escola elemental.

## Poblacions més properes
El següent diagrama mostra les poblacions més properes.